# Der Spatz vom Wallrafplatz
Der Spatz vom Wallrafplatz ist der Titel einer deutschen Fernsehreihe, die Ende der 1960er begann und Mitte der 1970er Jahre eingestellt wurde, ausgestrahlt vom WDR in 36 Folgen à 28 Minuten.

## Konzept und Gestaltungsweise der Reihe
Die Idee zur Reihe wurde von Armin Maiwald, dem Macher von „Die Sendung mit der Maus“, und dem Puppenspieler Rudolf Fischer erdacht. Ein Spatz mit Berliner Vergangenheit nistet sich auf einer Platane am Kölner Wallrafplatz in Sichtweite des WDR-Funkhauses ein und unternimmt von dort aus Ausflüge zu allen möglichen Personen, Berufsgruppen und Orten, um all diese stellvertretend für die kindliche Zielgruppe zu erkunden. Auf diese Weise wurde der kindgerecht-naive „Spatz vom Wallrafplatz“ zu einer der beliebtesten Identifikationsfiguren des deutschen Kinderfernsehens der späten 1960er und frühen 1970er Jahre.
Die erste Folge wurde am 9. September 1969 ausgestrahlt.
Die Figur des Spatzen wurde von dem bekannten Puppenspieler Rudolf Fischer gespielt und gesprochen. Fischer begann seine Karriere bei den Hohnsteiner Puppenspielen unter Max Jacob und fand später mit seinem eigenen Puppentheater zu einem unverwechselbaren Spielstil, dessen Ruhe und stiller Humor auch die Darstellung des „Spatz vom Wallrafplatz“ kennzeichnete. Es gab den Spatzen insgesamt acht Mal – siebenmal als Marionette und einmal als zum Teil ferngesteuerte Stabfigur.
Neu an dieser Darstellung war die Loslösung der Puppe von der Bühnen- und Studiosituation. Gedreht wurde ausschließlich an Originalschauplätzen, überwiegend in der Innenstadt von Köln. Diese Form der Dreharbeiten war des Spatzen Erfolgsrezept und sein Untergang zugleich: Nach 36 Folgen war die Marionette so berühmt, dass ihr Auftauchen augenblicklich zu einer großen Ansammlung von Schaulustigen führte, die die Dreharbeiten bis zur Unmöglichkeit behinderten. So ging der Spatz letztlich an seiner eigenen Popularität ein.
Mitte der 1980er Jahre kehrte der „Spatz vom Wallrafplatz“ noch einmal auf den Bildschirm zurück und diente als (diesmal stummer) Statist in einem vom WDR produzierten Musikfilm der Bläck Fööss: Zum Lied „Die Mösch“ (kölsch für „Der Spatz“) von Willi Ostermann schwirrte die Marionette um die historisch verkleideten Musiker der Mundart-Band.
Auch die Gestalt der beiden computeranimierten Spatzen, die zu Beginn der WDR-Satire-Sendung Mitternachtsspitzen ihren Kommentar zum Monatsgeschehen geben, lehnt sich an den Artgenossen vom Wallrafplatz an.

## Mitwirkende
- Regie: Armin Maiwald
- Produktion: Close Up, FLASH Filmproduktion
- Buch: Armin Maiwald und Rudolf Fischer
- Redaktion: Gert K. Müntefering
- Kamera (Farbe): Frieder Wagner
- Musik: Manfred Schoof
- Puppenspieler und Sprecher des „Spatzen“: Rudolf Fischer
- Darsteller: Rudolf Debiel, Günter Dybus, Eberhard Feik u. a.

## Veröffentlichung
Seit dem 24. Mai 2013 sind 32 von ursprünglich 36 Folgen bei ARD-Video auf DVD erschienen.